# ريو تاكيوتشي
ريو تاكيوتشي (باليابانية: 竹内 涼) (مواليد 8 مارس 1991)، هو لاعب كرة قدم ياباني سابق كان يلعب كلاعب وسط.

## وصلات خارجية
- ريو تاكيوتشي على موقع رابطة كرة القدم اليابانية للمحترفين (اليابانية)
- ريو تاكيوتشي على موقع قاعدة بيانات كرة القدم.إي يو (الإنجليزية)
- ريو تاكيوتشي على موقع Soccerway.com (الإنجليزية)
- ريو تاكيوتشي على موقع عالم كرة القدم.نت (الإنجليزية)
- ريو تاكيوتشي على موقع كووورة